# Edifício Itália
Edifício Itália (Circolo Italiano) er en 168 meter høj skyskraber i São Paulo.